# Aedes amesii
Aedes amesii är en tvåvingeart som först beskrevs av Frank Ludlow 1903.  Aedes amesii ingår i släktet Aedes och familjen stickmyggor. Inga underarter finns listade i Catalogue of Life.